# Prins Edwardöarna
Prins Edwardöarna är en ögrupp bestående av två öar i Indiska Oceanen, Prince Edwardön (Prince Edward Island) och Marionön (Marion Island). De obebodda öarna är belägna 2 000 km sydöst om Kapstaden och tillhör sedan 1947 Sydafrika. Politiskt är de en del av Västra Kapprovinsen.

## Geografi

### Geologi
Öarna är två toppar på en sköldvulkan som sträcker sig ungefär 5 000 meter från havsbotten till Mascarin Peak (tidigare State President Swart Peak), men endast omkring 1 200 meter över havsytan. Öarna antas ha bildats för omkring en halv miljon år sedan.
Man trodde länge att vulkanen var slocknad. 1980 hade dock Marionöns Kaalkoppie ett utbrott, och sedan dess anses sköldvulkanen vara aktiv. Efter 1980 har ett stort antal mindre utbrott registrerats på Marion Island, senast i maj 2005. Det utbrottet antas dock bara ha bestått av gas då ingen lava eller aska påträffades.
Kusterna består för det mesta av branta klippor. Det finns dock ett par stränder, varav två på Marionön till och med består av sand. På Marionön finns det även liten glaciär, som de senaste 30 åren dock minskat avsevärt i storlek.

### Djurliv
Öarna har en rik fauna bestående av ett flertal arter av bland annat pingviner, sälar och albatrosser. Fyra arter av pingviner häckar på ön. Omkring 215 000 kungspingviner gör att populationen på Marionön är den näst största bosättningsplatsen för arten i världen. På Marionön är dock macaronipingvinen den vanligaste med ungefär 400 000 individer. Dessutom finns cirka 173 000 klipphopparpingviner och runt 1 000 åsnepingviner.
Fem albatrossarter häckar på öarna. Detta inkluderar 1 500 vandringsalbatrosser samt ett antal gråhuvade albatrosser, Phoebetria fusca, ljusryggad sotalbatross samt mindre albatross – den sistnämnda endast på Prince Edwardön.
De däggdjur som finns på ön är sydlig sjöelefant, en population på ungefär 1 200 individer, samt 1 200 antarktiska pälssälar och 49 000 kergueliska pälssälar. Dessutom har sydafrikansk pälssäl, weddellsäl och sjöleoparder setts vid öarna. Bland sjölevande däggdjur i vattnen omkring öarna finns framför allt späckhuggare, men även grindvalar, knölvalar och rätvalar har siktats.
Det finns också en population möss på Marionön som kommit dit med skepp. 1949 förde man därför in fem tamkatter för att lösa problemen. 1977 uppskattade man att det på ön fanns 3 400 katter, vilka dock föredrog att livnära sig på petreller istället för på möss. Katterna hade under tiden lyckats utrota flera petrellarter på ön. Efter att man introducerat en kattsjukdom sjönk antalet katter till omkring 600 stycken 1982, varpå jägare lyckades få ner antalet till nästan noll. Under tidigt 2000-tal har Marionön ansetts vara kattfri.

## Historia
Öarna upptäcktes 1663 av det holländska fartyget Maerseveen. Det dröjde dock över 100 år innan nästa kända besök.
1772 besökte Marc-Joseph Marion du Fresne öarna, och han trodde då att han funnit Antarktis. Under fem dagars tid försökte han utan framgång att gå i land  När han upptäckte att det bara var två små öar tappade han intresset och seglade vidare för att aldrig återvända.
Marion du Fresne dog senare i Australien, men fyra år senare träffade expeditionen James Cook i Kapstaden och berättade där om sina upptäckter. Cook seglade därefter till öarna men lyckades inte heller han ta sig land. Cook namngav dock öarna, den mindre till Prince Edward Island efter prins Edward, son till Georg III, och den större till Marion Island efter Marc-Joseph Marion du Fresne.

## De två öarna

### Prince Edwardön
Prince Edwardön är den mindre av den två öarna, och den har trots detta fått ge namn åt hela ögruppen. Den har en yta på omkring 47 km2, och dess högsta punkt är den 672 meter höga van Zinderen Bakker Peak.
Det faktum att det finns en forskningsstation på Marionön gör att Prince Edward Island ofta hamnar i skuggan av den mycket mer studerade Marionön.

### Marionön
Den större Marionön ligger cirka 12 sjömil (19 km) sydväst om Prince Edward Island. Ön är omkring 19 km lång och 12 km bred med en total yta på 298 km2. Mascarin Peak är med 1 242 meter öns högsta punkt. Den första dokumenterade landstigningen skedde 1803 av en grupp säljägare. De fann dock spår av tidigare mänsklig aktivitet på ön. På Marionön finns en sydafrikansk forskningsstation där forskning inom biologi och olika delar av geovetenskapen, främst meteorologi, pågår. Uppsala universitet deltar i den geomorfologiska forskningen på ön.